# Migidio Bourifa
Migidio Bourifa (* 31. Januar 1969 in Casablanca, Marokko) ist ein italienischer Marathonläufer.

## Leben
In Bergamo aufgewachsen, betrieb er in seiner Jugend zunächst Karate, bevor er zum Berglauf und zum Langstreckenlauf wechselte.
Bei den Halbmarathon-Weltmeisterschaften 1997 in Košice belegte er den 52. Platz. 1998 lief er beim Turin-Marathon als Siebter in der Gesamtwertung und erster Italiener ein, wurde jedoch bei einer Dopingkontrolle positiv auf Amineptin getestet, so dass er disqualifiziert wurde und ihm der italienische Meistertitel aberkannt wurde. Die eigentlich fällige zweijährige Dopingsperre wurde vom nationalen Verband wegen „kooperativen Verhaltens“ auf acht Monate reduziert.
1999 wurde er Achter beim Vienna City Marathon und Fünfter beim Venedig-Marathon. Im Jahr darauf siegte er bei der Maratona di Sant’Antonio in Padua, wurde Vierter in Venedig und kam bei den Halbmarathon-Weltmeisterschaften in Veracruz auf Rang 32. Im Jahr darauf wurde er Zweiter bei der Maratona di Sant’Antonio, Sechster in Venedig und lief bei den Halbmarathon-Weltmeisterschaften in Bristol auf Platz 78 ein. 2002 folgten ein dritter Platz beim Paris-Marathon, ein zehnter bei den Leichtathletik-Europameisterschaften in München und ein sechster beim Mailand-Marathon. 2003 wurde er erneut Zweiter in Padua und kam bei den Leichtathletik-Weltmeisterschaften in Paris-Saint-Denis auf den 53. Platz. 
2004 wurde er Zweiter in Rom und Vierter in Turin, 2005 gewann er die Maratona d’Europa, und 2006 belegte er bei den Straßenlauf-Weltmeisterschaften in Debrecen Rang 23 und wurde Vierter in Venedig.
Als Gesamtvierter beim Rom-Marathon wurde er 2007 zum ersten Mal regulär italienischer Meister. Im Jahr darauf kam er in Paris auf Platz 19 und wurde Vierter beim Florenz-Marathon.
2009 wurde er als Gesamtsieger des Treviso-Marathons erneut nationaler Meister, wurde Zweiter beim Südtirol-Marathon und belegte beim New-York-City-Marathon den 13. Platz.
2010 wurde er jeweils Siebter in Rom und bei den Europameisterschaften in Barcelona. 
Migidio Bourifa ist 1,71 m groß und wiegt 55 kg. Er wird von Massimo Magnani trainiert und startet für Atletica Valle Brembana. Als Sohn eines marokkanischen Vaters und einer italienischen Mutter besitzt er die doppelte Staatsbürgerschaft. 

## Persönliche Bestzeiten
- Halbmarathon: 1:02:35 h, 1. Oktober 2000, Udine
- Marathon: 2:09:07 h, 7. April 2002, Paris